# 烈火戰車2極速傳說
《烈火戰車2極速傳說》是1999年香港電影，為《烈火戰車》的續集，但兩者除了題材相似之外，故事及台前幕後均沒有關聯。由劉偉強導演，鄭伊健、張栢芝及林熙蕾領銜主演；任達華、譚耀文及林曉峰聯合主演。電影乃衝著頭文字D製成動畫而製作的，片中的賽車和漂移（甩尾）鏡頭曾引起一時話題。

## 劇情
余達速（Sky，鄭伊健飾）是一個生於富裕之家的青年，母親乃商界有名的女強人，繼父亦在中國大陸、香港財經界有著一定地位。但恃才傲物不可一世的Sky，並沒有受父母的影響經商或從政，反而駕著他心愛的座駕── 擁有全時四輪驅動高性能的Evo.V跑車，疾走於香港鬧市間，試圖闖出自己的世界，創造出大都市中的極速傳說。
儘管Sky目空一切，極難相處，但圍繞身邊者不乏其人，因Sky不單揮金如土，還有出神入化的飆車絕藝，吸引著一群喜愛追求速度與激情之年輕人跟隨。當中尤以在Sky車房工作室的趴地熊（譚耀文飾）和謝賢（林曉峰飾）為最。趴地熊生性憨直，夢想是在賽車場上耀武揚威，而謝賢則貪財愛玩，二人雖目的不同，卻皆視Sky為偶像。但在Sky的眼中，除了愛車Evo.V和他美豔的台灣女友林玉希（Kelly，林熙蕾飾），其馀的人，包括生母和繼父也全不放在眼內。
有一天，一直對Sky所作所為極其不滿的「喪偈」（陳　豪飾）尋之而至，要和Sky在速度上一決勝負，Sky談笑接戰。終於，展開了一場公路上的摩托車競速大賽，結果Sky勝出，Sky打斷了對方的腿骨，作為賭注，卻因此惹禍上身。
「喪偈」的兄長是江湖上鼎鼎有名的鄧風（任達華飾），鄧風出獄後得知胞弟「喪偈」被Sky打斷腿骨，開始了復仇計劃，改寫了Sky的一生：Sky和鄧風對決時發生意外，導致Kelly身亡，而且還被鄧風暗中放下毒品，故此Sky被警方拘捕。Sky被保釋之後，得知他的生父「黑鬼東」（柯受良飾）身處泰國，於是趕赴曼谷，展開尋父之旅。
Sky終於在芭堤雅找到黑鬼東，原來黑鬼東曾經與鄧風飆車，後來黑鬼東被鄧風的手下利誘到澳門鬼混，而導致他與Sky的母親離婚，最後黑鬼東輸了比賽被打斷腿骨，從此隱居於泰國，另組家庭。
Sky在接受技術磨鍊時，趴地熊的胞妹涼子（Nancy，張栢芝飾）找到Sky，她告訴Sky表示鄧風跟趴地熊約戰，趴地熊亦欣然答應，於是Sky與涼子一同返回香港。可是已經來不及了，因為趴地熊和鄧風的對決提早了，趴地熊亦在對決中不幸身亡。
Sky決定再度與鄧風對決，在Sky經過技術的磨鍊，以及Evo.V經過趴地熊的徒弟改裝後，他到終點時拋離鄧風，大仇得報，比賽過後，他就把Evo.V燒了，退隱江湖。

## 演員
| 演員   | 角色               | 介紹 |
| 鄭伊健 | Sky（余達速/阿速） | 富家子，愛好賽車                                                                                               |
| 張栢芝 | Nancy（涼子）      | 趴地熊的胞妹                                                                                                   |
| 林熙蕾 | Kelly（林玉希）    | Sky的台灣籍女友，和鄧風初次對決時意外身亡                                                                      |
| 譚耀文 | 趴地熊             | Sky的車房助手，和鄧風對決時意外身亡                                                                            |
| 任達華 | 鄧風               | 本片終極大反派 Sky的賽車對手，喪偈之胞兄                                                                       |
| 陳 豪  | 喪偈               | 本片反派 鄧風的胞弟，先因與Sky賽車被其擊敗而被廢右腿，後於泰國向Sky打愛滋針未遂而反被其打愛滋針而患上愛滋病    |
| 柯受良 | 黑鬼東             | Sky的父親 |
| 車婉婉 |                    | 鄧風的女友 |
| 韓馬利 |                    | Sky的母親 |
| 姜大衛 | Tony               | Sky的繼父 |
| 夏萍   |                    | Kelly的外婆 |
| 林曉峰 | 謝賢               | Sky的手下，曾於Kelly車禍身亡後及Sky失意到泰國找黑鬼東之時為鄧風之手下，後因趴地熊車禍身亡後深感悔意而與Sky和好 |
| 梁焯滿 | 肥屍               | 喪偈的手下 |
| 袁偉豪 | 大頭文             | 趴地熊的徒弟                                                                                                   |
| 余家豪 | 亞D                | 趴地熊的徒弟                                                                                                   |
| 李耀明 | KC                 | 警務督察 |
| 呂米高 |                    | 鄧風的汽車改裝顧問                                                                                             |

## 外部連結
- 開眼電影網上《烈火戰車2極速傳說》的資料（繁體中文）
- 香港影庫上《烈火戰車2極速傳說》的資料（繁體中文）
- 时光网上《烈火戰車2極速傳說》的資料（简体中文）
- 豆瓣电影上《烈火戰車2極速傳說》的資料 （简体中文）
- 爛番茄上《烈火戰車2極速傳說》的資料（英文）
- AllMovie上《烈火戰車2極速傳說》的资料（英文）
- 互联网电影数据库（IMDb）上《烈火戰車2極速傳說》的资料（英文）